# Albacete
Albacete – miasto w południowo-wschodniej Hiszpanii, w regionie Kastylia-La Mancha, nad kanałem María Cristina (dorzecze rzeki Júcar). 170 tys. mieszkańców (INE 2010).
W mieście znajduje się stacja kolejowa Albacete. W Albacete znajduje się ponadto arena walk byków, a także muzeum sztuki, w kolekcji którego znajduje się obraz El Greca Chrystus niosący krzyż i dzieła m.in. Vicenta Lópeza Portaña.
W czasie hiszpańskiej wojny domowej w miasteczku mieścił się ośrodek organizacyjny i szkoleniowy oraz ośrodek szpitalnictwa Brygad Międzynarodowych. W szczytowym okresie do ośrodka przybywało około 700 ochotników z całego świata na tydzień.
W mieście rozwinął się przemysł spożywczy, metalowy, chemiczny oraz papierniczy.

## Miasta partnerskie
- Bir Kanduz, Sahara Zachodnia
- Reconquista, Argentyna
- San Carlos, Nikaragua
- Udine, Włochy
- Vienne, Francja

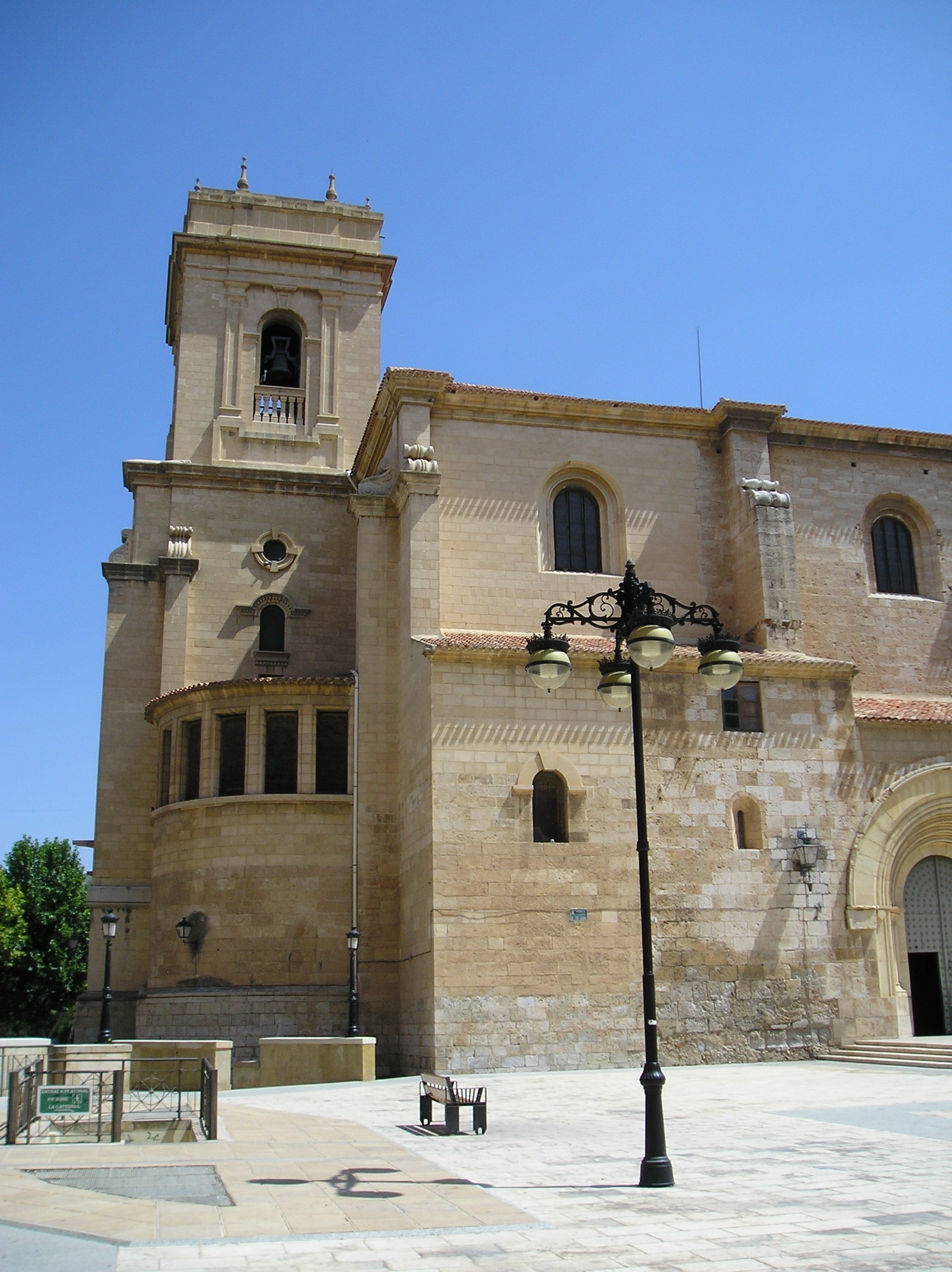
Katedra
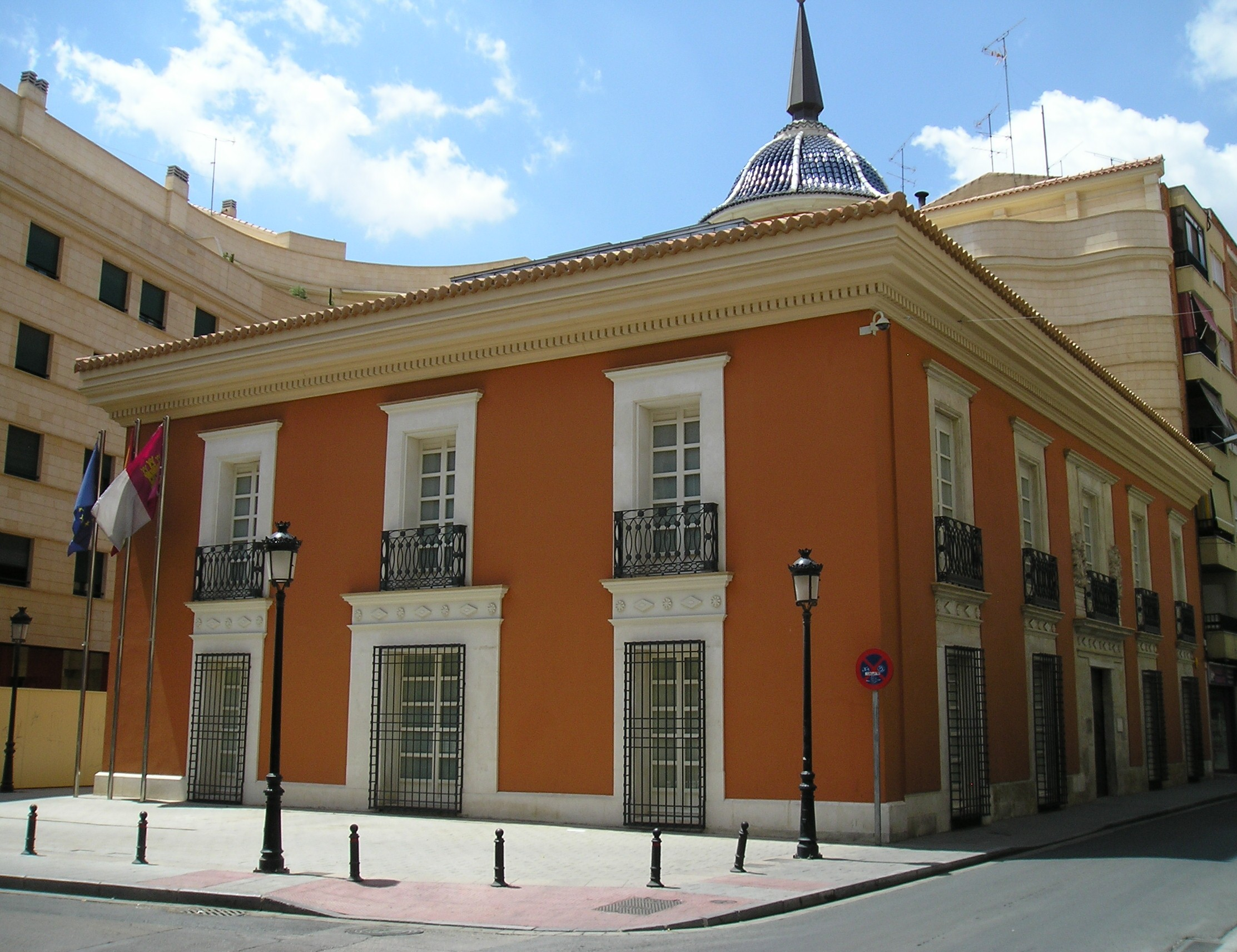
Casa Perona